# حريش أسود العيون
حريش أسود العيون (الاسم العلمي:Lithobius melanops) هو نوع من المفصليات يتبع جنس الحريش من الفصيلة الحريشية.